# Braunsapis praesumptiosa
Braunsapis praesumptiosa là một loài Hymenoptera trong họ Apidae. Loài này được Michener mô tả khoa học năm 1961.